# Jorge Dubon
Jorge Dubon o Du Bon, fue un arquitecto, escultor y diseñador franco-mexicano, nacido en Chiapas el 14 de agosto de 1938 y fallecido en París el 20 de septiembre de 2004.
Obras
1968 Escultura monumental llamada Señales para la Ruta de la Amistad estación No. 18, México, D.F.
1991 Andorra. Estructuras autogeneradoras.
1992 parque Juan Carlos I de Madrid una escultura de acero cortado de Jorge Dubon llamada Vigas activas.